# Pixel 8
Pixel 8 і Pixel 8 Pro — це пара смартфонів Android, розроблених і проданих компанією Google як частина лінійки продуктів Google Pixel. Вони є наступниками Pixel 7 і Pixel 7 Pro. Перший попередній перегляд телефонів відбувся у травні 2023 року. 
Pixel 8 і Pixel 8 Pro були офіційно анонсовані 4 жовтня 2023 року на щорічному заході Made by Google і будуть випущені в США 12 жовтня.
Pixel 8 і Pixel 8 Pro були представлені і схожі за зовнішнім виглядом на свої попередники, з декількома важливими відмінностями. Звичайний Pixel 8 трохи менший, що полегшує користування однією рукою. Водночас модель Pro має нове матове покриття, покращені камери та датчик температури, що додає певний елемент інтриги.

## Історія
У травні 2023 року, 9to5Google повідомив, що Google має намір випустити Pixel 8 і Pixel 8 Pro наприкінці 2023 року.  Телефони були схвалені Федеральною комісією зв'язку (FCC) у серпні того ж року.  Після попереднього перегляду телефонів у вересні, Google офіційно анонсувала телефони 4 жовтня, разом із Pixel Watch 2 і Pixel Buds третього покоління, на щорічній події  Made by Google. Попередні замовлення стали доступними в той же день, а випуск телефонів запланований на 12 жовтня у 20 країнах.

## Технічні характеристики

### Дизайн
Pixel 8 і Pixel 8 Pro візуально схожі на Pixel 7 і Pixel 7 Pro з незначними удосконаленнями, такими як більш плоский екран, більш округлені кути та м'які краї. Модель Pro також має матове покриття. Кожен із них доступний у трьох кольорах:
| Pixel 8 | Pixel 8  | Pixel 8 Pro | Pixel 8 Pro  |
| Колір   | Назва    | Колір       | Назва        |
|         | Шатен    |             | Затока       |
|         | Обсидіан |             | Обсидіан     |
|         | Рожевий  |             | Порцеляновий |

### Апаратне забезпечення
Pixel 8 має 6,2 (157 мм) OLED- дисплей FHD+ 1080p на 428 ppi з роздільною здатністю 2400 × 1080 пікселів і співвідношенням сторін 20:9, тоді як Pixel 8 Pro має 6,7 (170 мм) дисплей QHD+ 1440p LTPO OLED із вигнутими краями на 480 ppi з роздільною здатністю 2992 × 1344 пікселів і співвідношенням сторін 20:9. Обидва мають змінну частоту оновлення 60–120 Гц. Обидва телефони оснащені ширококутною та надширококутною задньою камерою, а Pixel 8 Pro має додаткову 48-мегапіксельну телефото камеру з 5-кратним оптичним збільшенням. Фронтальна камера обох телефонів містить 10,5-мегапіксельний ультраширокий об'єктив. Як і в серії Pixel 7, система розпізнавання обличчя Face Unlock активується програмним забезпеченням і передньою камерою, але додає підтримку безпечної біометричної автентифікації.
Телефони працюють на базі системи Google Tensor третього покоління (SoC), яка продається як «Google Tensor G3». OLED-дисплей, що продається як «Actua» і «Super Actua» на Pixel 8 і Pixel 8 Pro відповідно, може похвалитися «кращою точністю кольорів і вищою яскравістю». Модель Pro також має датчик температури на панелі задньої камери, що є нетрадиційною функцією для смартфона. Ця функція очікує на схвалення Управління з контролю за якістю харчових продуктів і медикаментів. Pixel 8 і Pixel 8 Pro підтримують Wi-Fi 7, найновіший стандарт бездротового зв’язку, серед перших телефонів, які це зробили.

### Програмне забезпечення
Початково Pixel 8 і Pixel 8 Pro постачаються з Android 14,  що збігається зі стабільним випуском Android 14 у Android Open Source Project (AOSP). Він отримає щонайменше сім років основних оновлень ОС із продовженням підтримки до 2030 року, що є значним у порівнянні з попередніми поколіннями, що ставить Pixel на один рівень із терміном служби підтримки Apple для iPhone.  Wired зазначив, що це потенційно було пов'язано з нещодавнім законом про право на ремонт Каліфорнії, який вимагає від компаній надавати підтримку для пристроїв вартістю від 100 доларів США протягом семи років. 
Як і в попередніх смартфонах Pixel, штучний інтелект і вдосконалення програмного забезпечення посіли центральне місце під час презентаційної події Made by Google. Серед нових оголошених функцій камери — Best Take, оновлена Magic Eraser, Night Sight Video, Magic Editor, Audio Magic Eraser і Real Tone on video.  Ексклюзивом для Pixel 8 Pro є Video Boost і ручне керування камерою «Pro».  У рамках постійної відповіді Google на зростання ChatGPT OpenAI, Google також анонсувала Assistant with Bard, нову версію віртуального помічника Google Assistant, яка інтегрує нещодавно представлений чат-бот компанії Bard.  Інші генеративні функції АІ включають покращену перевірку викликів, швидший голосовий набір, граматичні пропозиції на Gboard, оновлення програми Recorder і нову програму лупи.  Pixel 8 Pro — це перше апаратне забезпечення, яке повністю запускає генеративні моделі великої мови штучного інтелекту Google на пристрої 

## Маркетинг
Google співпрацює з X Corp., щоб додати великоднє яйце в X, раніше відомий як Twitter, коли користувачі шукали за хештегом #GooglePixel у день запуску. 

## Сприйняття

### Критика
Ранні реакції на телефони були обережно оптимістичними. Пишучи для Wired, Джуліан Чоккатту прославляв функції камери зі штучним інтелектом Pixel 8, вважаючи захоплюючим те, що функції, які раніше були обмежені для тих, хто володів програмним забезпеченням для редагування зображень і відео, тепер стали доступними для широкої аудиторії.  Натомість Кріс Веласко The Washington Post висловив думку, що телефони відображають «поглиблення одержимості ШІ».   Датчик температури моделі Pro зацікавив Черлін Лоу з Engadget, яка визнала його «потенційно корисною» новинкою.  Даррел Етерінгтон ' TechCrunch похвалив Pixel 8 Pro як преміальний пристрій, який заслуговує похвали, але зазначив, що він майже ідентичний своєму попереднику.
Особливий інтерес багатьох видань викликав датчик температури Pixel 8 Pro і обіцянка Google про сім років оновлень. Датчик температури викликав різну реакцію: одні вважали його потенційно корисною новинкою, , а інші були здивовані та відкидали його як дивний трюк.  Реакція на семирічну обіцянку Google так само розділилася: кілька журналістів привітали цей крок, вітаючи це як дивовижний і монументальний; інші сумнівалися, чи Google виконає свою обіцянку. 

### Комерційний прийом
Раян Рейт, аналітик International Data Group, передбачив, що Google може досягти вищих продажів, «якщо це буде підтримуватися сильним маркетингом», враховуючи його акцент на ШІ. Численні публікації назвали телефони останньою боязкою спробою Google конкурувати з домінуючими iPhone від Apple. 

## Подальше читання
- Shankland, Stephen (4 жовтня 2023). Google Gave the Pixel 8 Cameras a Major Upgrade. Here's How They Did It. CNET. Архів оригіналу за 4 жовтня 2023. Процитовано 4 жовтня 2023.